# بيدرو بابلو ليون
بيدرو بابلو ليون (بالإسبانية: Pedro Pablo León)‏ (29 يونيو 1943 بليما في بيرو - ) هو مدرب كرة قدم ولاعب كرة قدم بيروفي في مركز الهجوم، شارك في كأس العالم 1970. وشارك مع منتخب بيرو لكرة القدم. أما مع النوادي، فقد لعب مع أليانزا ليما وبرشلونة جواياكويل وخوان أوريتش وديبورتيفو غاليسيا وديبورتيفو مانيسيبال ‏.

## وصلات خارجية
- بيدرو بابلو ليون على موقع قاعدة بيانات كرة القدم.إي يو (الإنجليزية)
- بيدرو بابلو ليون على موقع ناشيونال فوتبول تيمز (الإنجليزية)
- بيدرو بابلو ليون على موقع عالم كرة القدم.نت (الإنجليزية)